# Tenório Telles
Tenório Nunes Telles de Menezes, mais conhecido como Tenório Telles (Anori, 2 de setembro de 1963) é um professor, poeta, ensaísta, dramaturgo e crítico literário brasileiro. 
Membro da Academia Amazonense de Letras, leciona literatura brasileira e é coordenador editorial da Editora Valer. 